# Tecnam P2006T
Tecnam P2006T je laki putnički avion s četiri sjedala kojeg je proizvela talijanska aviotvrtka Tecnam iz Napulja. Avion pokreću dva Rotax motora od po 100 KS a opremljen je s uvlačivim podvozjem. 

## Dizajn i razvoj
Prvi prototip aviona poletio je u rujnu 2007. godine a drugi prototip (s analognim instrumentima) svoj prvi let je imao 9. lipnja 2008. Svi testni letovi potvrdili su pozitivne osobine prvog prototipa. Certifikat za avion od strane EASA-e dobiven je 25. svibnja 2009. godine.
Konfiguracija aviona s visoko postavljenim krilima avionu daje stabilnost, jednostavan pristup putnicima i dobru vidljivost iz kabine tijekom leta. Unutarnji dimenzije Tecnam P2006T omogućuju podjednako dovoljno mjesta za pilote i putnike. 
Projekt aviona temelji se na novom posebno dizajniranom zrakoplovnom motoru Rotax 912S mase svega 64 kg, koji uključuje najnoviju tehnologiju razvijenu u automobilskoj industriji i trenutno je jedini avio-motor kojeg pokreće automobilsko gorivo dajući mu tako značajnu prednost nad standardnim GA motorima. Neke od prednosti uključuju: smanjeno frontalno područje (0,15 m2), bolju specifičnu snagu i manju potrošnju goriva.  

## Tehničke karakteristike
Izvori podataka: Tecnam
Osnovne karakteristike
- dužina: 8,66 m
- raspon krila: 10,6 m
- površina krila: 14,4 m2
- visina: 2,85 m
- korisni teret: 460 kg

Letne karakteristike
- najveća brzina: 283 km
- ekonomska brzina: 272 km/h (75% na 7.000 ft)
- brzina penjanja: 6,9 m/s
- najveća visina leta: 4.880 m
- motor: Rotax 912S
  - propeler: Hoffman HO-V352, dvokraki s promjenjivim korakom